# 가요응접실
가요응접실은 1989년 4월 10일부터 2005년 4월 24일까지 16년간 MBC FM4U에서 매일 오후 4시부터 저녁 6시까지 방송했던 라디오 프로그램이다.

## 역대 DJ
- 1대 : 최병서
- 2대 : 양희경
- 3대 : 이경애
- 4대 : 오미희
- 5대 : 최명길

## 지역별 자체 방송
| 프로그램           | 방송지역                 | 방송국  | 주파수                 | 가청권역 |
| ------------------ | ------------------------ | ------- | ---------------------- | --- |
| 전주MBC 가요응접실 | 전주시                   | 전주MBC | FM 99.1MHz             | 전라북도 |
| FM 가요응접실      | 춘천시                   | 춘천MBC | FM 94.5MHz             | 춘천시, 홍천군, 화천군, 양구군, 가평군 지역                                                                 |
| MBC충북 가요응접실 | 충청북도, 세종특별자치시 | MBC충북 | FM 99.7MHz, FM 88.7MHz | 청주시, 세종특별자치시, 진천군, 증평군, 보은군, 옥천군, 영동군, 음성군, 충주시, 괴산군, 제천시, 단양군 지역 |

※ 2005년 4월 24일 MBC 본사에서 방송된 "가요응접실"이 폐지된 이후 2005년 4월 25일부터 지역국에서 자체 제작으로 방송된 "가요응접실"만을 방송했지만, 2005년 10월 23일 전주MBC에서 방송된 "전주MBC 가요응접실"이 먼저 폐지되며, 이후 2006년 4월 23일 춘천MBC에서 방송된 "FM 가요응접실"이 폐지되며, 마지막으로 2018년 4월 8일 MBC충북에서 방송된 "MBC충북 가요응접실"까지 폐지되면서 "가요응접실"은 수도권 프로그램과 지역국 자체 프로그램을 통틀어서 완전히 폐지되었다.